# Morena (Madhya Pradesh)
Morena é uma cidade e um município no distrito de Morena, no estado indiano de Madhya Pradesh.

## Geografia
Morena está localizada a 26° 30′ N, 78° 00′ L. Tem uma altitude média de 177 metros (580 pés).

## Demografia
Segundo o censo de 2001,  Morena  tinha uma população de 150 890 habitantes. Os indivíduos do sexo masculino constituem 55% da população e os do sexo feminino 45%. Morena tem uma taxa de literacia de 66%, superior à média nacional de 59,5%: a literacia no sexo masculino é de 75% e no sexo feminino é de 56%. Em Morena, 15% da população está abaixo dos 6 anos de idade.